# Prospect (sport)
 (signalé en juillet 2025).
Si vous disposez d'ouvrages ou d'articles de référence ou si vous connaissez des sites web de qualité traitant du thème abordé ici, merci de compléter l'article en donnant les références utiles à sa vérifiabilité et en les liant à la section « Notes et références ».
- Archive Wikiwix
- Bing
- Cairn
- DuckDuckGo
- E. Universalis
- Gallica
- Google
- G. Books
- G. News
- G. Scholar
- Persée
- Qwant
- (zh) Baidu
- (ru) Yandex
- (wd) trouver des œuvres sur Wikidata

Pour les articles homonymes, voir Prospect.
En sport, l'anglicisme prospect désigne un joueur dont les droits appartiennent à une équipe professionnelle mais qui n'a pas encore joué de match pour l'équipe en question ou n'a pas encore signé de contrat avec elle. Les prospects peuvent également être affectés à une équipe affiliée dans une ligue mineure.
Les droits d'un prospect sont semblables aux droits d'un autre joueur et peuvent donc être transférés d'une équipe à une autre.
Une fois ses débuts faits avec l'équipe, le prospect devient une recrue lors de sa première saison.

## En NBA
En NBA (et dans le sport américain en général) les droits sur les joueurs sont acquis lors la draft, grande loterie où les équipes choisissent parmi les joueurs ayant atteint l'âge de 22 ans dans l'année, ou bien s'étant déclaré éligible par anticipation.
L'équipe détient des droits exclusifs sur les joueurs qu'elle a choisis, interdisant aux autres équipes NBA de les engager. Ces droits sont détenus jusqu'à ce l'équipe engage le joueur, ou qu'elle cède les droits à une autre équipe. Tous les joueurs non sélectionnés sont dits libres de droits - appelés agents libres et peuvent s'engager librement avec n'importe quelle équipe NBA.

## En LNH
Dans la Ligue nationale de hockey et le monde du hockey sur glace nord-américain, un prospect concerne généralement un joueur qui a été repêché ou qui a signé avec une franchise de la LNH et qui est affecté à un club-école. Ces clubs-école font partie de la Ligue américaine de hockey et l'ECHL.